# Jean Moulin
Jean Moulin (Besiers, 20 de juny de 1899 - Metz, 8 de juliol de 1943) va ser un heroi que ha esdevingut després un símbol de la resistència francesa.

## Biografia

### Abans de la guerra
Occitanòfon, perquè el seu pare era un poeta occità admirador de Frederic Mistral, mantindrà un fort lligam amb la seua llengua familiar
Allistat el 1918, va participar durant els darrers mesos a la Primera Guerra mundial. Després que obtingué la llicència el 1921 va entrar a l'administració de la prefectura, com a cap de gabinet del prefecte de la Savoia, el 1922. Esdevingué més tard sotsprefecte d'Albertville, de 1925 a 1930 i fou en aquella època el sotsprefecte més jove de l'estat francès. El 1930 fou sotsprefecte de Châteaulin i alguns anys després Pierre Cot el nomena cap adjunt del seu gabinet d'Afers Exteriors el desembre de 1932.
Sotsprefecte de Thonon-les-Bains el 1933, va ocupar alhora la funció de cap de gabinet de Pierre Cot en el Ministeri d'Aviació.
El 1934 va assumir les funcions de secretari general de la prefectura del Somme a Amiens i fou nomenat de nou cap de gabinet del Ministeri d'Aviació, des d'on va ajudar els republicans espanyols enviant-los avions i pilots.
També fou el prefecte més jove de l'estat francès arran de la seva nominació a Rodés (Avairó), el mes de gener de 1937.

### La resistència

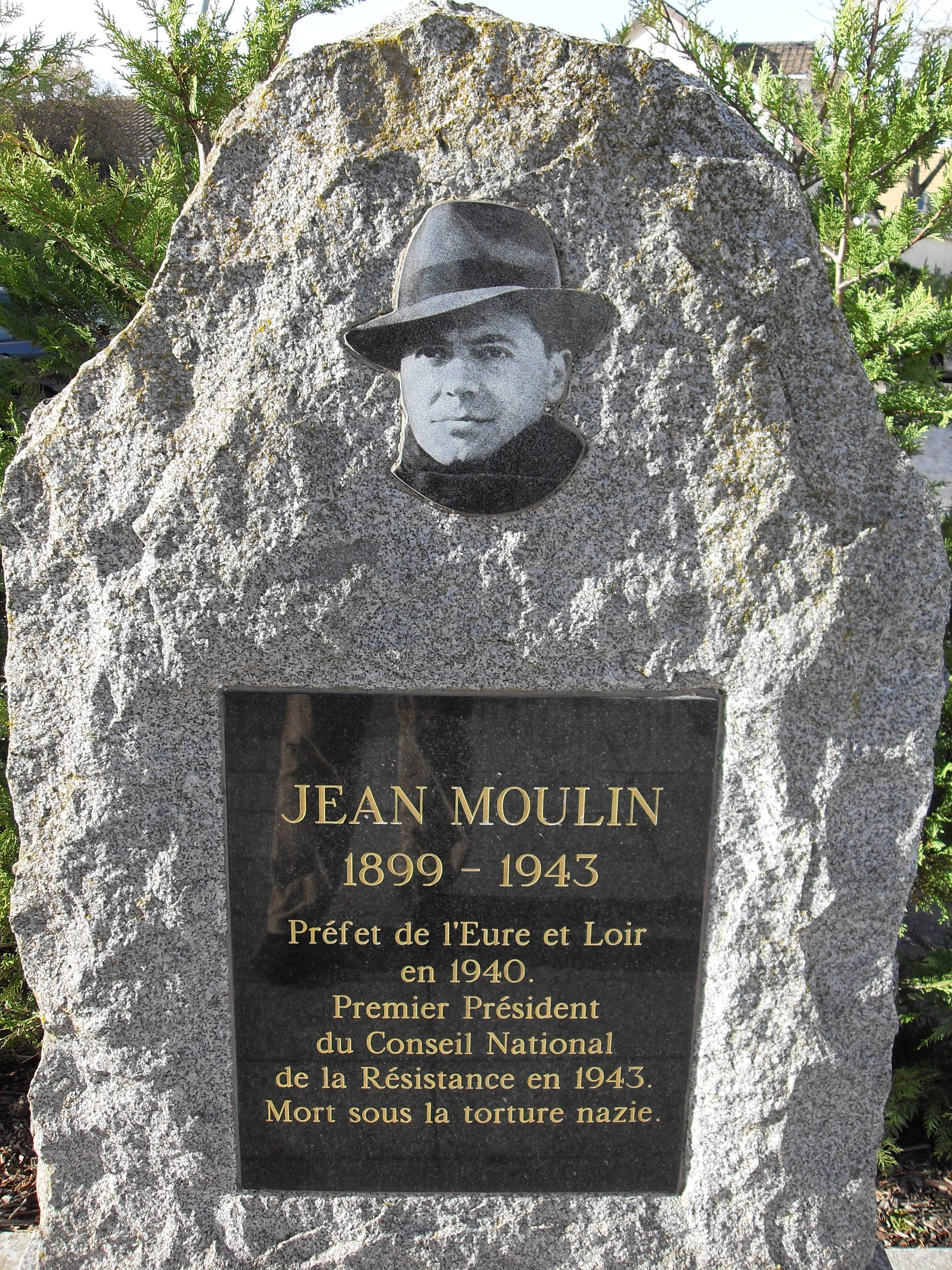
Monument a Les Clayes-sous-Bois

Després de la seva nominació com a prefecte d'Eure-et-Loir a Chartres, fou arrestat el mes de juny de 1940 pels alemanys, ja que es va negar aleshores a arrestar els soldats africans de la guàrdia d'Hisenda francesa.
Intentà suïcidar-se amb trossos de vidre, conservant així de manera definitiva una cicatriu al coll que amagava davall d'una bufanda.
Ancorat políticament a l'esquerra, fou lògicament revocat pel règim de Vichy el 2 de novembre de 1940. A conseqüència es va instal·lar a la seva casa familiar de Saint-Andiol (Bouches-du-Rhône) i va decidir d'entrar a la resistència francesa. Viatjà a Londres el setembre de 1941 sota el nom de Joseph Jean Mercier per trobar-se amb Charles de Gaulle, el qual li va encarregar d'unificar els moviments de la resistència. Tornà al seu país saltant en paracaigudes pels Alps la nit de l'1 de gener de 1942. A la resistència feia servir els pseudònims de Rex i de Max.
Fou després una altra estada a Londres el febrer de 1943 abans de ser arrestat el 21 de juny de 1943 a Caluire-et-Cuire on es feia una reunió amb els caps principals de la resistència.
Interrogat i torturat per Klaus Barbie, cap de la Gestapo a Lió, va morir en el tren París-Berlín, mentre l'estaven deportant cap a un camp de concentració.